# Selydove
Selidovo
Selydove (en ukrainien : Селидове) ou Selidovo (en russe : Селидово) est une ville minière de l'oblast de Donetsk, en Ukraine. Sa population s'élevait à 2 534 habitants en 2024.

## Géographie
Selydove est située à 42 km au nord-ouest de Donetsk, dans le Donbass, et à 554 km au sud-est de Kiev. La ville est arrosée par la rivière Solona, un affluent de la rivière Vovtcha, dans le système hydrologique de la rive gauche du fleuve Dniepr.

## Histoire
Selydove est fondée en 1770-1773. Le village comptait 927 agriculteurs en 1797, mais en 1859 la population était passée à 3 618 personnes et à près de dix mille à la veille de la Première Guerre mondiale. Mais la guerre civile et la famine de 1921 la firent diminuer. Dans les années 1930, l'extraction du charbon est développée et atteint 1,5 million de tonnes en 1940. Selydove acquiert le statut de ville le 16 novembre 1956. Dans les années 1950, quatre grandes fosses étaient en exploitation à Selydove :
- « Selidovskaïa № 1-2 » : aujourd'hui « Korotchenko » ;
- « Selidovskaïa-Sud » : aujourd'hui « Selidovskaïa » (mine fermée) ;
- « Kotliarevskogo № 1-2 » : aujourd'hui « Rossia » ;
- « Lessovskaïa № 1-2 » : aujourd'hui « Oukraïna ».

Ces mines sont aujourd'hui exploitées par la société d'État GKhK Selidovougol (en russe : ГХК Селидовуголь). Elle a extrait 700 000 tonnes de charbon en 2003.

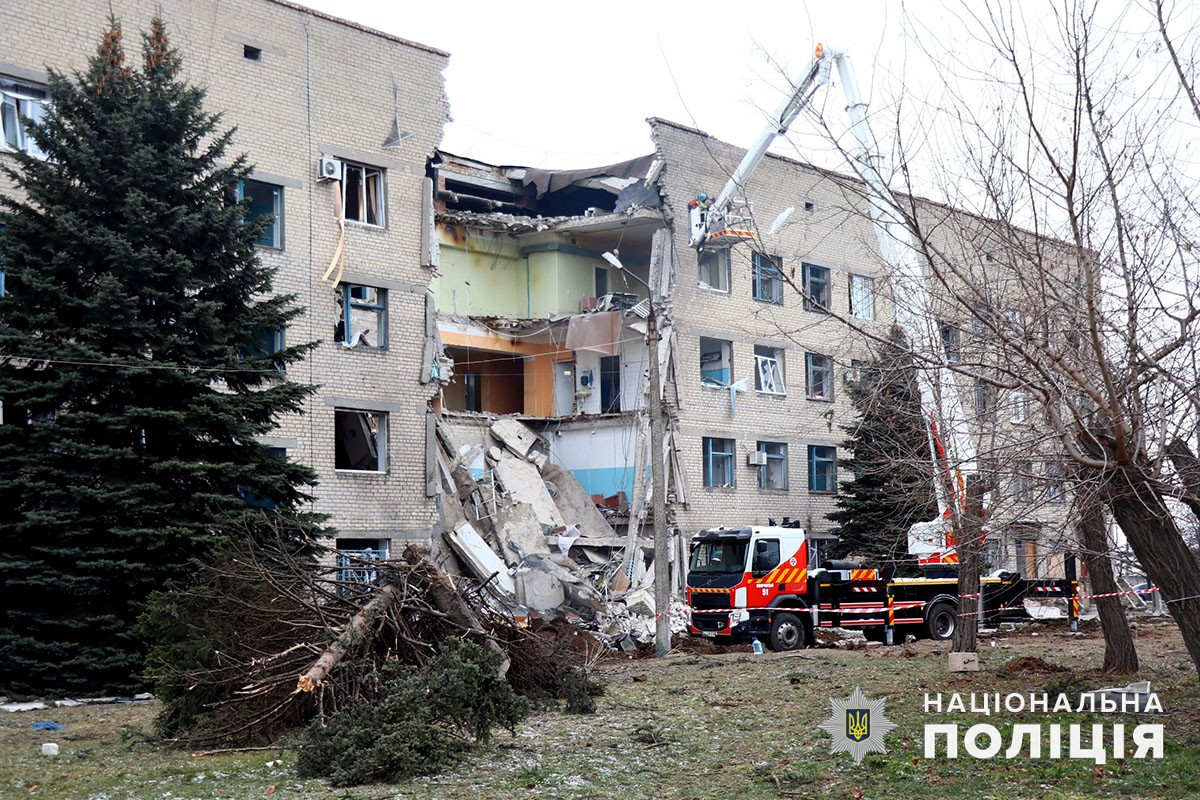
L'hôpital de Sélydové touché par un missile russe le 23 novembre 2023.

Le 27 août 2024, les combats pour la ville ont commencé entre les forces armées ukrainiennes et russes lors de l’offensive de Pokrovsk.
Le 29 octobre 2024, l’armée russe déclare avoir pris le contrôle de la ville de Selydove.

## Population
Recensements (*) ou estimations de la population :
| 1797 | 1859  | 1913  | 1923* | 1959*  | 1970*  |
| ---- | ----- | ----- | ----- | ------ | ------ |
| 927  | 3 618 | 9 798 | 6 572 | 12 949 | 22 315 |

| 1979*  | 1989*  | 2001*  | 2011   | 2012   | 2013   |
| ------ | ------ | ------ | ------ | ------ | ------ |
| 21 853 | 29 831 | 26 793 | 24 366 | 24 269 | 24 145 |

| 2024  | 2025 | - | - | - | - |
| ----- | ---- | - | - | - | - |
| 2 534 | -    | - | - | - | - |

## Éléments culturels

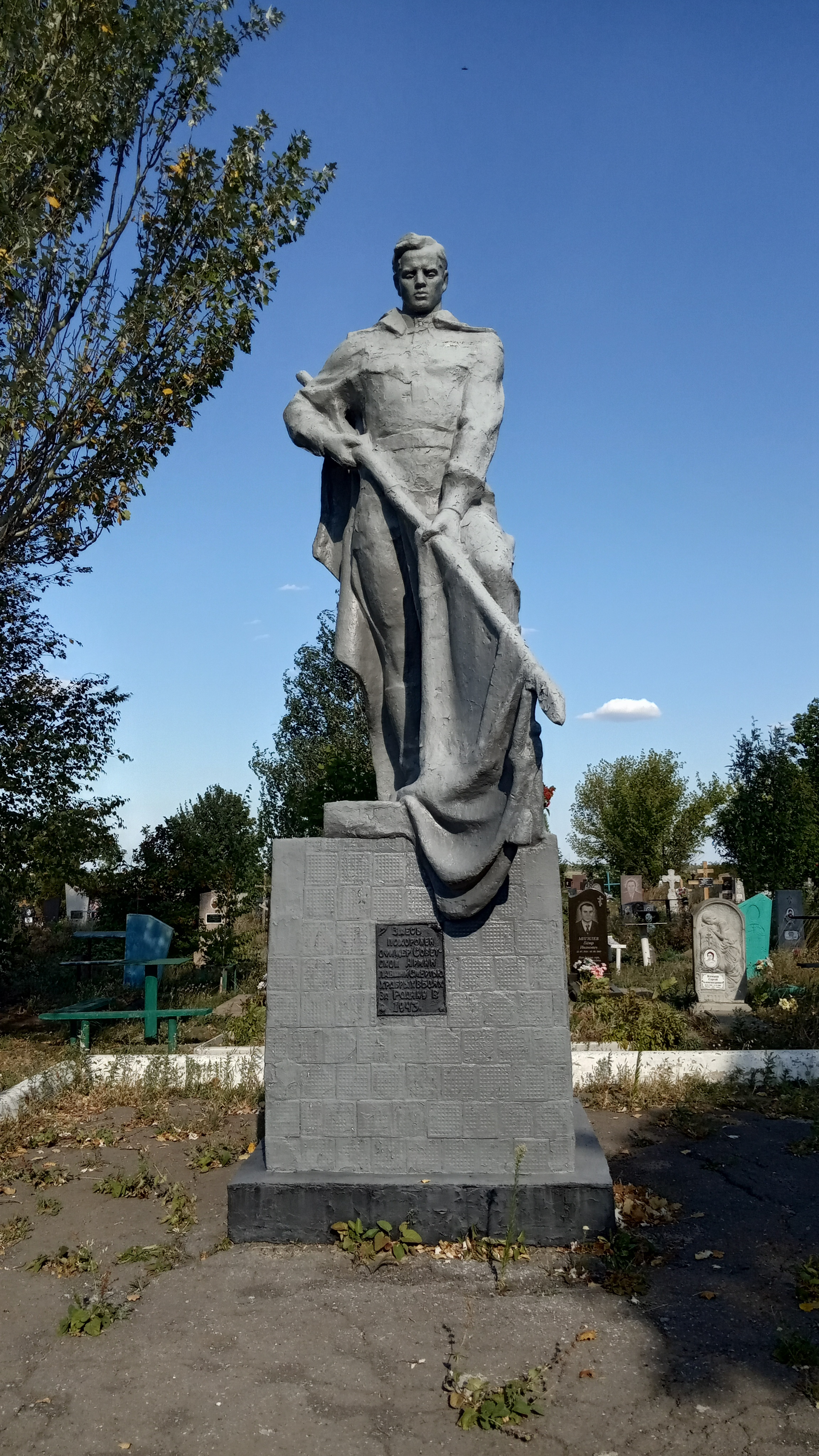
Monument du soldat inconnu classé
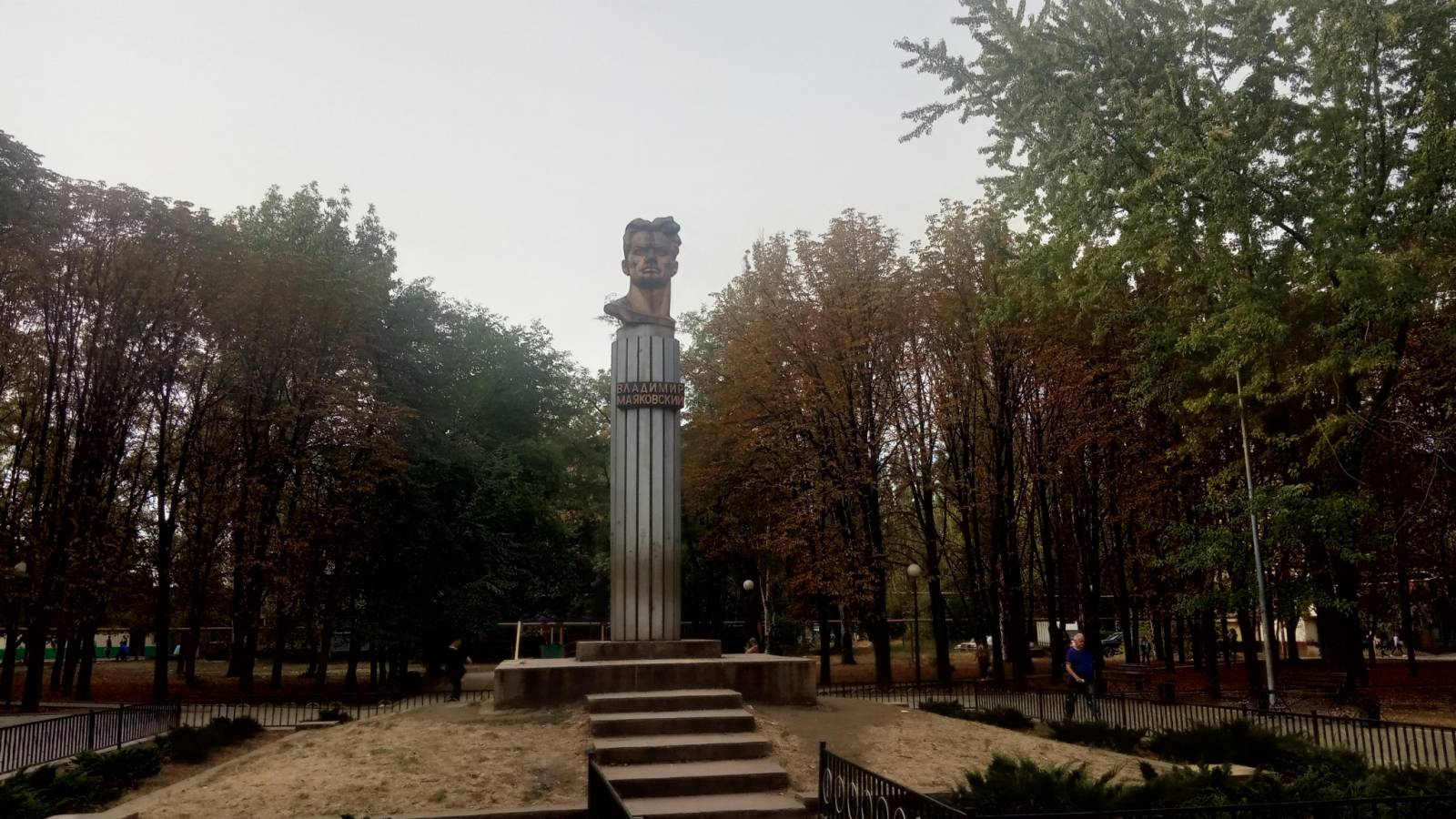
et à Vladimir Maïakovski classé